# Major Vieira
Major Vieira es un municipio brasileño del estado de Santa Catarina. Tiene una población estimada al 2022 de 7 425 habitantes. Pertenece a la Región metropolitana del Norte-Nordeste Catarinense.

## Toponimia
El nombre es en honor a Manoel Tomás Vieira (1859-1927), soldado, comerciante, fundador y primer alcalde de Canoinhas y diputado de Santa Catarina.

## Historia
La historia de Major Vieira está ligada a Canoinhas y a la Colonia Vieira, de donde se desmembraron muchos municipios. Colonia fundada a finales del Siglo XIX, entonces parte del Estado de Paraná. Se creó el distrito de Colonia Vieira en 1924, y se emancipó como Major Vieira el 23 de enero de 1961. 
El municipio fue colonizado mayoritariamente por alemanes, italianos, polacos y ucranianos. La principal actividad económica es la agricultura, especialmente el cultivo de tabaco, soja y maíz.